# Фінансово-правова норма
Фіна́нсово-правова́ но́рма — це загально-обов'язкові приписи компетентних державних органів з приводу мобілізації, розподілу і використання коштів централізованих та децентралізованих фондів, які виражені в категорійній формі й забезпечені примусовою силою держави.